# Košarkarsko društvo Slovan
Il K.D. Slovan Lubiana è una società cestistica avente sede a Lubiana, in Slovenia. Fondata nel 1951, gioca nel campionato sloveno.
Disputa le partite interne nella Dvorana Kodeljevo, che ha una capacità di 1.540 spettatori.